# Аркадиј Чернишов
Аркадиј Иванович Чернишов (рус. Арка́дий Ива́нович Чернышёв; Нижњи Новгород, 16. март 1914 − Москва, 17. април 1992) био је совјетски фудбалер и хокејаш на леду и један од најистакнутијих совјетских хокејашких тренера. Сматра се оцем совјетске школе хокеја на леду. Заслужни мајстор спорта Совјетског Савеза од 1948. године, те заслужни тренер од 1956. године.
Спортску каријеру започиње као фудбалер 1929. године, а највеће фудбалске успехе остварио је играјући за Динамо из Москве (1936−1941) и Динамо из Минска (1945−1948). Освојио је две титуле националног првака у фудбалу (1937. и 1940. године)
Као хокејаш играо је свега три године у московском Динаму (1946−1949) са којим је освојио титулу националног првака 1947. године. Паралелно са играчком каријером радио је и као хокејашки тренер. Занимљиво је да је Чернишов стрелац првог гола прве сезоне првенства Совјетског Савеза у хокеју на леду (сезона 1946/47). На месту тренера московског Динама провео је пуних 28 година у континуитету, од 1946. до 1974. године и једини је хокејашки тренер са том статистиком у историји совјетског хокеја. У тих 28 година Московљани су освојили две титуле националног првака, 9 пута су били другопласирани, а чак 13 пута трећепласирани тим домаћег првенства. Екипа је играла у 8 финала националног купа, од чега су се два пута пењали на највиши степен победничког постоља у том такмичењу.
Као селектор репрезентације Совјетског Савеза (1954—1957. и 1961—1972) освојио је чак 11 титула светског првака (1954, 1956, 1963, 1964, 1965, 1966, 1967, 1968, 1969, 1970 и 1971), две сребрне (1955, 1957) и једну бронзану медаљу (1961), док је на зимским олимпијским играма освојио 4 златне олимпијске медаље (1956, 1964, 1968 и 1972).
По окончању тренерске каријере радио је као спортски директор у динамовој школи хокеја (1974−1983), а потом и као председник тренерског одбора у Совјетској хокејашкој федерацији.
Године 1999. постхумно је уврштен у Кућу славних хокеја на леду по избору Међународне хокејашке федерације. Њему у част једна од дивизија Континенталне хокејашке лиге носи име Дивизија Чернишов.